# John Archibald Campbell (Jurist)

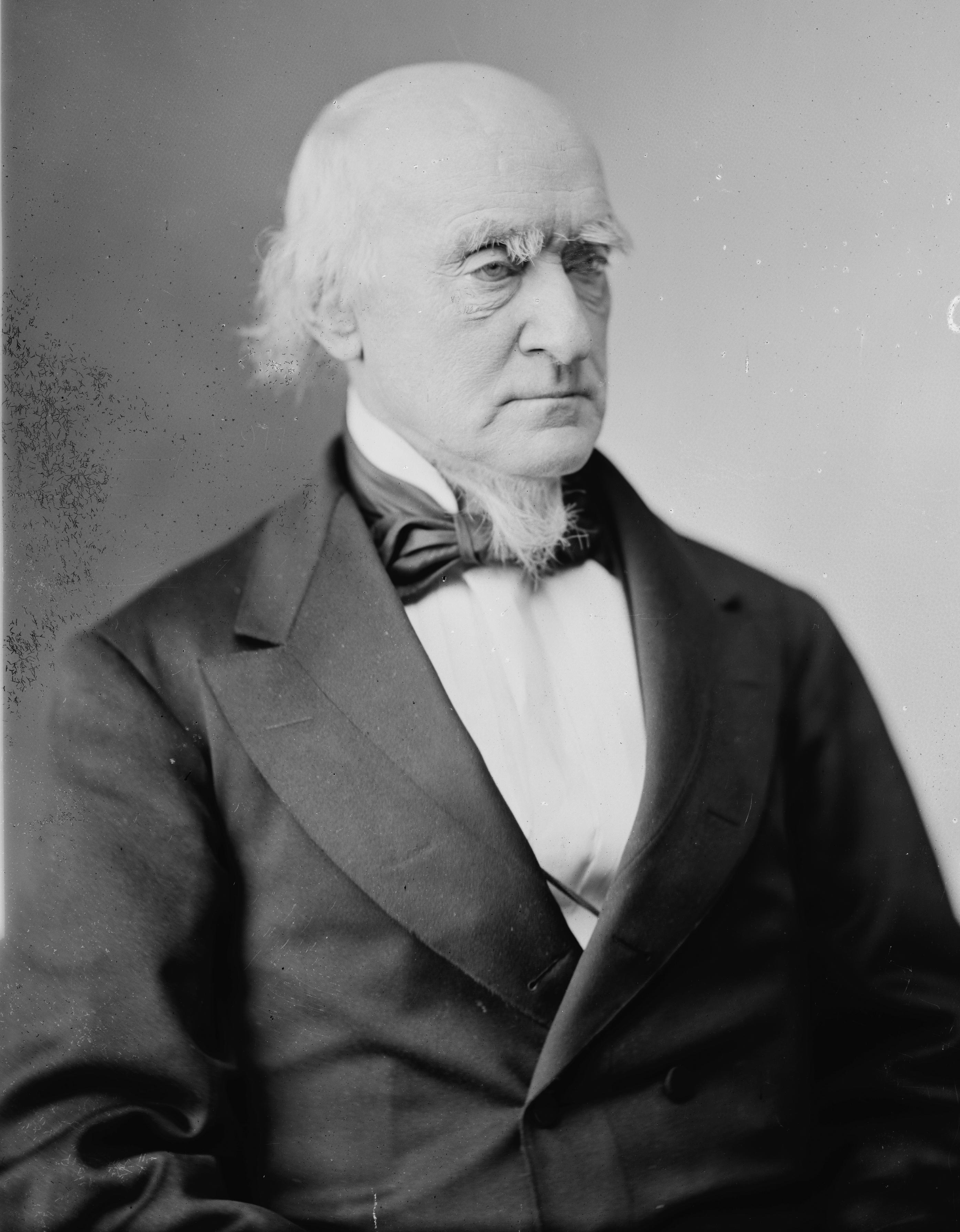
John Archibald Campbell (Fotografie um 1875)

John Archibald Campbell (* 24. Juni 1811 in Wilkes County, Georgia; † 12. März 1889 in Baltimore, Maryland) war ein US-amerikanischer Jurist und Politiker der Demokratischen Partei, der Richter am Obersten Gerichtshof der Vereinigten Staaten (US Supreme Court) und während des Sezessionskrieges stellvertretender Kriegsminister der Konföderierten Staaten von Amerika war.

## Leben
Nach dem Schulbesuch begann Campbell 1825 ein Studium an der University of Alabama. Er wurde im Juli 1828 US Military Academy aus West Point verwiesen. Im Anschluss studierte er Rechtswissenschaften in der Anwaltskanzlei des ehemaligen Gouverneurs von Georgia John Clark und erhielt 1829 aufgrund eines Sonderbeschlusses des Repräsentantenhauses von Georgia bereits als Achtzehnjähriger die anwaltliche Zulassung.
Im Anschluss war er als Rechtsanwalt in Georgia tätig, ehe er sich als Anwalt in Montgomery niederließ. 1836 begann seine politische Laufbahn, als er als Kandidat der Demokraten in das Repräsentantenhaus von Alabama gewählt wurde. 1839 eröffnete er eine Anwaltskanzlei in Mobile und wurde 1843 abermals in das Repräsentantenhaus Alabamas gewählt. Zu seinen Mitarbeitern seiner Kanzlei gehörte unter anderem Alexander McKinstry, der später Vizegouverneur Alabamas wurde. In den folgenden Jahren wurde ihm zweimal ein Amt als Richter im Obersten Gerichtshof Alabamas angetragen, was er beide Male ablehnte.

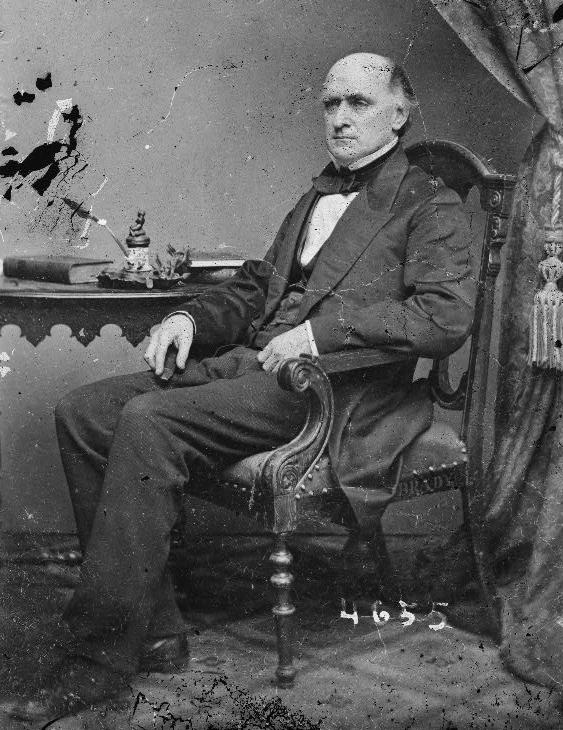
Campbell während seiner Zeit als Richter am US Supreme Court

Nach dem Tode von John McKinley am 19. Juli 1852 wurde er am 11. April 1853 von US-Präsident Franklin Pierce als dessen Nachfolger zum Beigeordneten Richter an den Obersten Gerichtshof der USA berufen. Zuvor war die Berufung von Pierces Wunschkandidat George Edmund Badger, einem ehemaligen US-Marineminister und amtierenden US-Senator von North Carolina, an der Verweigerung der notwendigen Zustimmung im US-Senat gescheitert.
Am 30. April 1861 trat er von seinem Amt als Associate Justice am US Supreme Court zurück und wurde von Jefferson Davis zum stellvertretenden Kriegsminister der Konföderierten Staaten von Amerika ernannt. Dieses Amt bekleidete er bis zum Ende des Sezessionskrieges und nahm zusammen mit CS-Senator Robert Mercer Taliaferro Hunter und Alexander Hamilton Stephens, dem Führer der Opposition im CS-Kongress, am 3. Februar 1865 als Delegierter an der erfolglosen Hampton-Roads-Konferenz mit Abgesandten der Union zur Beendigung des Bürgerkrieges teil. Nach dem Fall von Richmond wurde er im April 1865 gefangen genommen und für sechs Monate im Fort Pulaski interniert.
Nach seiner Entlassung gründete er eine Anwaltskanzlei in New Orleans und hielt als Rechtsanwalt auch Plädoyers in zahlreichen Verfahren vor dem US Supreme Court, wie zum Beispiel den sogenannten Slaughter-House Cases (1873), und in Verfahren zur sogenannten Reconstruction der USA. Nach seinem Tode wurde er auf dem Green Mount Cemetery in Baltimore beigesetzt. Er war Sklavenhalter.

## Hintergrundliteratur
- Henry G. Connor: John Archibald Campbell, Associate Justice of the United States Supreme Court, 1853–1861. 1920 (englisch).
- Robert Saunders, Jr.: John Archibald Campbell, Southern moderate, 1811–1889. 1997, ISBN 0-8173-0849-0 (englisch).